# Antonio Meneses

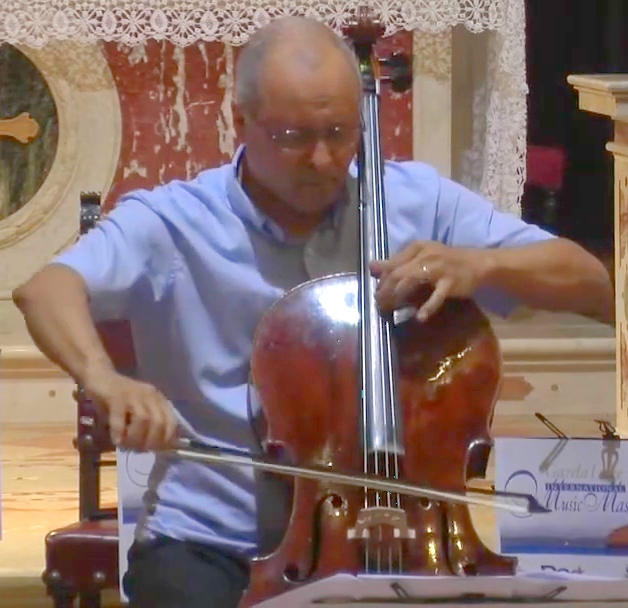
Antonio Meneses, 2016

Antônio Meneses Neto (* 23. August 1957 in Recife, Pernambuco; † 3. August 2024 in Basel) war ein brasilianischer Cellist.
Meneses galt als prominentester Schüler von Antonio Janigro, dessen langjähriger Assistent er an der Musikhochschule Stuttgart war. Als einziger Cellist gewann er sowohl den ARD-Wettbewerb als auch den Tschaikowsky-Wettbewerb.
Er war Professor an der Musik-Akademie der Stadt Basel und Cellist des Beaux Arts Trios.
Unter seinen zahlreichen Einspielungen sind die von Brahms’ Doppelkonzert mit Anne-Sophie Mutter und den Berliner Philharmonikern unter Herbert von Karajan; die von Richard Strauss’ Don Quixote, ebenfalls mit Karajan und den Berliner Philharmonikern; sowie die der beiden Cellokonzerte und der Fantasie für Cello und Orchester von Heitor Villa-Lobos mit dem Galicischen Sinfonieorchester.